# Cable Tannat
El cable Tannat es un cable submarino de telecomunicaciones que va entre Brasil y Argentina.  Es de propiedad de Alphabet, empresa matriz de Google y de Antel.
Tiene una longitud aproximada de 2200 km y está compuesto por 6 pares de fibras. Tenía una capacidad inicial de 90 Tbps. El segmento entre Santos y Maldonado entró en operación en 2018. La extensión a Argentina se completó en 2020.
La construcción estuvo a cargo de Alcatel Submarine Networks.

## Puntos de amarre
Los puntos de amarre son:
- Santos, Brasil
- Maldonado, Uruguay
- Las Toninas, Argentina

El objetivo es mejorar la conectividad y velocidad de acceso a servicios en la costa este de Sudamérica.
El cable fue anunciado en 2015 y puesto en marcha en 2018.

Este cable es parte de 13 cables submarinos que Google está instalando.